# Australian Championships 1955
Die 43. Australian Championships waren ein Tennis-Rasenplatzturnier der Klasse Grand Slam, das von der ILTF veranstaltet wurde. Es fand vom 21. bis 31. Januar 1955 in Adelaide, Australien statt.
Titelverteidiger im Einzel waren Mervyn Rose bei den Herren sowie Thelma Long bei den Damen. Im Herrendoppel waren Rex Hartwig und Mervyn Rose, im Damendoppel Mary Hawton und Beryl Penrose die Titelverteidiger. Im Mixed waren Thelma Long und Rex Hartwig die Titelverteidiger.

## Herreneinzel
| Nr. | Spieler          | Erreichte Runde |
| --- | ---------------- | --------------- |
| 01. | Ken Rosewall     | Sieg            |
| 02. | Vic Seixas       | Viertelfinale   |
| 03. | Rex Hartwig      | Halbfinale      |
| 04. | Tony Trabert     | Halbfinale      |
| 05. | Lew Hoad         | Finale          |
| 06. | Sven Davidson    | 3. Runde        |
| 07. | Mervyn Rose      | Viertelfinale   |
| 08. | Lennart Bergelin | Viertelfinale   |

| Nr. | Spieler            | Erreichte Runde |
| --- | ------------------ | --------------- |
| 09. | Don Candy          | 2. Runde        |
| 10. | Roger Becker       | 3. Runde        |
| 11. | Neale Fraser       | 3. Runde        |
| 12. |                    | Rückzug         |
| 13. | George Worthington | 3. Runde        |
| 14. | Michael Green      | 3. Runde        |
| 15. | Ashley Cooper      | Viertelfinale   |
| 16. | Gerald Moss        | 3. Runde        |

## Dameneinzel
| Nr. | Spielerin     | Erreichte Runde |
| --- | ------------- | --------------- |
| 01. | Thelma Long   | Finale          |
| 02. | Beryl Penrose | Sieg            |
| 03. | Jenny Staley  | Halbfinale      |
| 04. | Mary Carter   | Halbfinale      |

| Nr. | Spielerin     | Erreichte Runde |
| --- | ------------- | --------------- |
| 05. | Fay Muller    | Viertelfinale   |
| 06. | Daphne Seeney | Achtelfinale    |
| 07. | Loris Nichols | Achtelfinale    |
| 08. | Norma Ellis   | Viertelfinale   |

## Damendoppel
| Nr. | Paarung                   | Erreichte Runde |
| --- | ------------------------- | --------------- |
| 01. | Mary Hawton Beryl Penrose | Sieg            |
| 02. | Mary Carter Jenny Staley  | Halbfinale      |
| 03. | Fay Muller Daphne Seeney  | Viertelfinale   |
| 04. | Norma Ellis Loris Nichols | Halbfinale      |